# Justice (filme de 1917)
Justice é um filme mudo britânico de 1917, do gênero policial, dirigido por Maurice Elvey e estrelado por Gerald du Maurier, Hilda Moore e Lilian Braithwaite. Foi baseado na peça Justice (1910), de John Galsworthy.

## Elenco
- Gerald du Maurier - Falder
- Hilda Moore - Ruth Honeywell

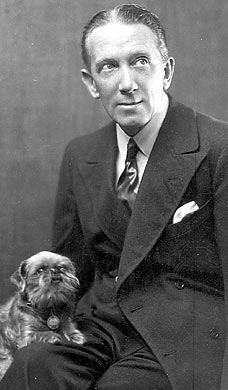
Gerald du Maurier

- Lilian Braithwaite - irmã de Falder
- James Carew - Wister
- E. Vivian Reynolds - James How
- Douglas Munro - Cokeson
- Hayford Hobbs - Walter How
- Margaret Bannerman - srta. Cokeson
- Teddy Arundell - Honeywell
- Bert Wynne - Davis
- Hubert Willis
- Frank Dane - Frome
- Edward O'Neill - Governador